# Musée Unterlinden

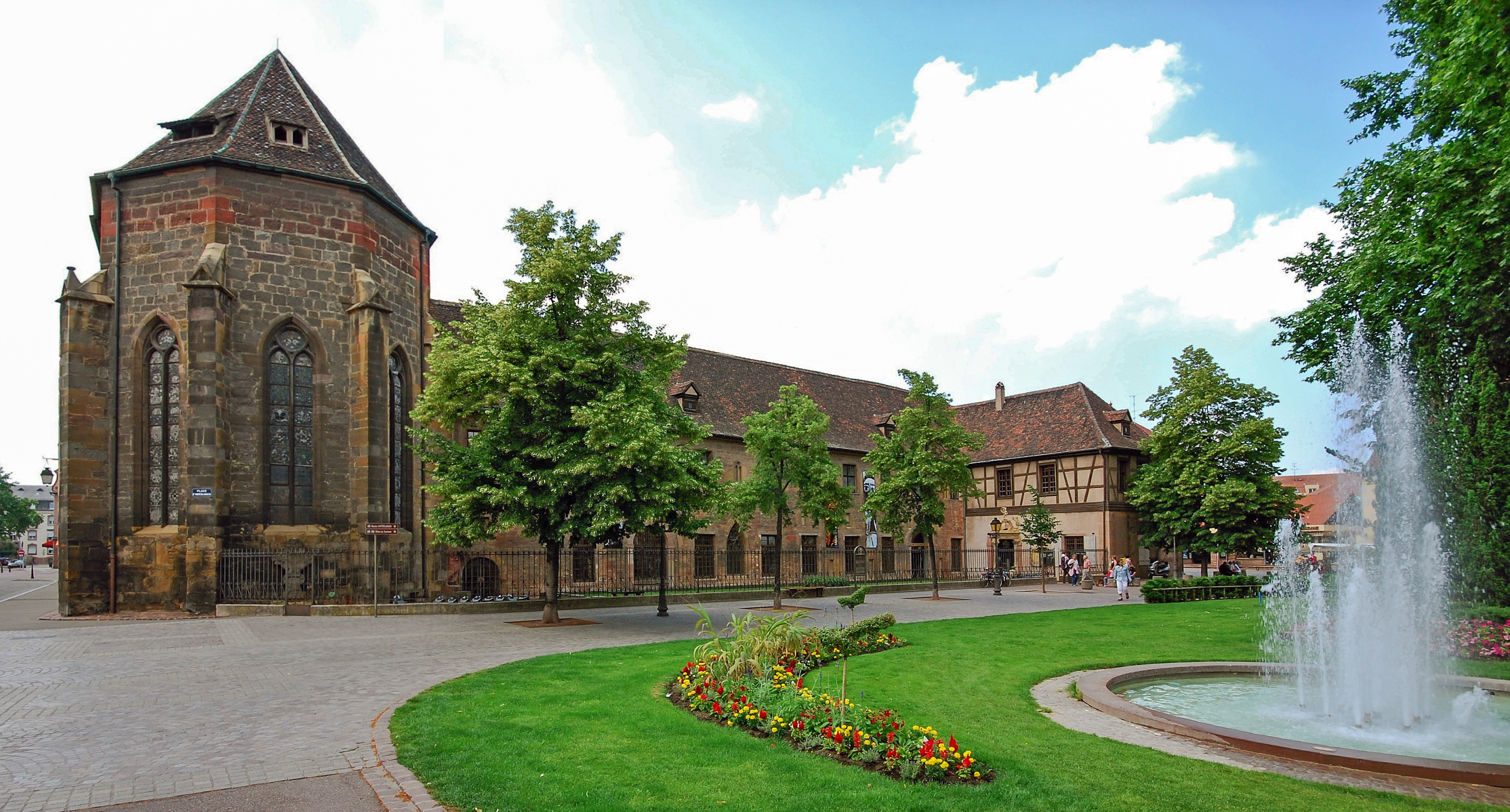
Klooster en kloosterkapel

Het Musée Unterlinden is een museum in de Franse stad Colmar. Het museum werd halfweg de 19e eeuw gesticht en werd gevestigd in het voormalig dominicanessenklooster. In de loop van de 20e en 21e eeuw werd het museum verder uitgebreid. Het bezit archeologische, geschiedkundige en kunstcollecties en is vooral bekend voor zijn middeleeuwse kunst, met als topstuk het Isenheimaltaar van Matthias Grünewald.

## Geschiedenis

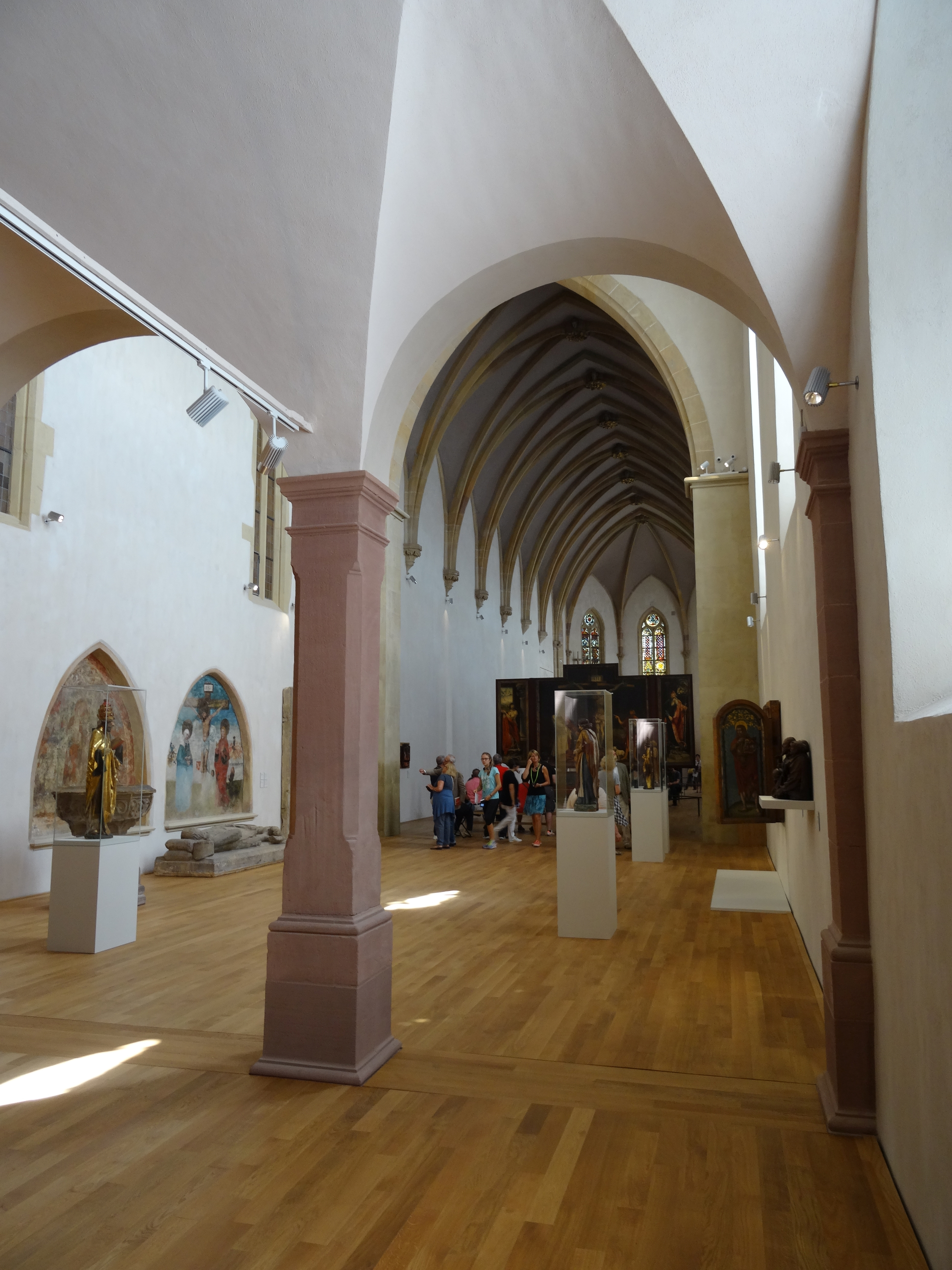
Kloosterkapel

Na de Franse Revolutie werden de dominicanessen uit hun klooster in Colmar verdreven. Het 13e-eeuwse klooster deed daarna een tijd dienst als kazerne. Tegen het midden van de 19e eeuw stond het klooster leeg en er waren plannen om het af te breken. Dit werd voorkomen voor stadsarchivaris Louis Hugot die het plan opvatte er een museum in onder te brengen. 
Het museum opende de deuren op 3 april 1853 en omvatte aanvankelijk enkel de voormalige kloosterkapel.Tot de collectie behoorden het Isenheimaltaar van Matthias Grünewald en het dominicanenretabel van Martin Schongauer, maar ook archeologische vondsten zoals een Romeinse vloermozaïek die in 1848 in Bergheim was opgegraven. 
De collectie van het museum groeide en de kapel werd te klein. Na het midden van de 20e eeuw werd het volledige klooster in gebruik genomen door het museum. In 1973-1974 werd een nieuwe, ondergronds ruimte gecreëerd waar de collectie moderne kunst werd tentoongesteld. Op 12 december 2015 werd een nieuwe uitbreiding geopend. Het gaat om een nieuw gebouw, het Ackerhof, en het voormalig stedelijk badhuis uit 1906. Dit gebeurde naar een ontwerp van architectenbureau Herzog & de Meuron. De nieuwe gebouwen, aan de overzijde van het plein Place Unterlinden, zijn met het oude museumgebouw verbonden via een ondergrondse galerij. In 2019 telde het museum 165.000 bezoekers, waarvan bijna de helft van buiten Frankrijk.

## Collecties
De voornaamste collectie omvat religieuze kunst uit de 11e tot de 16e eeuw: beelden, schilderijen, glasramen en gravures. Het museum bezit verschillende werken van Martin Schongauer, geboren in Colmar. In de kloosterkapel is het Isenheimaltaar van Matthias Grünewald tentoongesteld. Het museum bezit ook een collectie moderne kunst uit de 19e en 20e eeuw met werken van onder anderen Gustave Doré, Jean-Jacques Henner en Auguste Renoir. Verder is er een uitgebreide archeologische collectie en collecties van toegepaste kunsten en regionale geschiedenis.

## Galerij

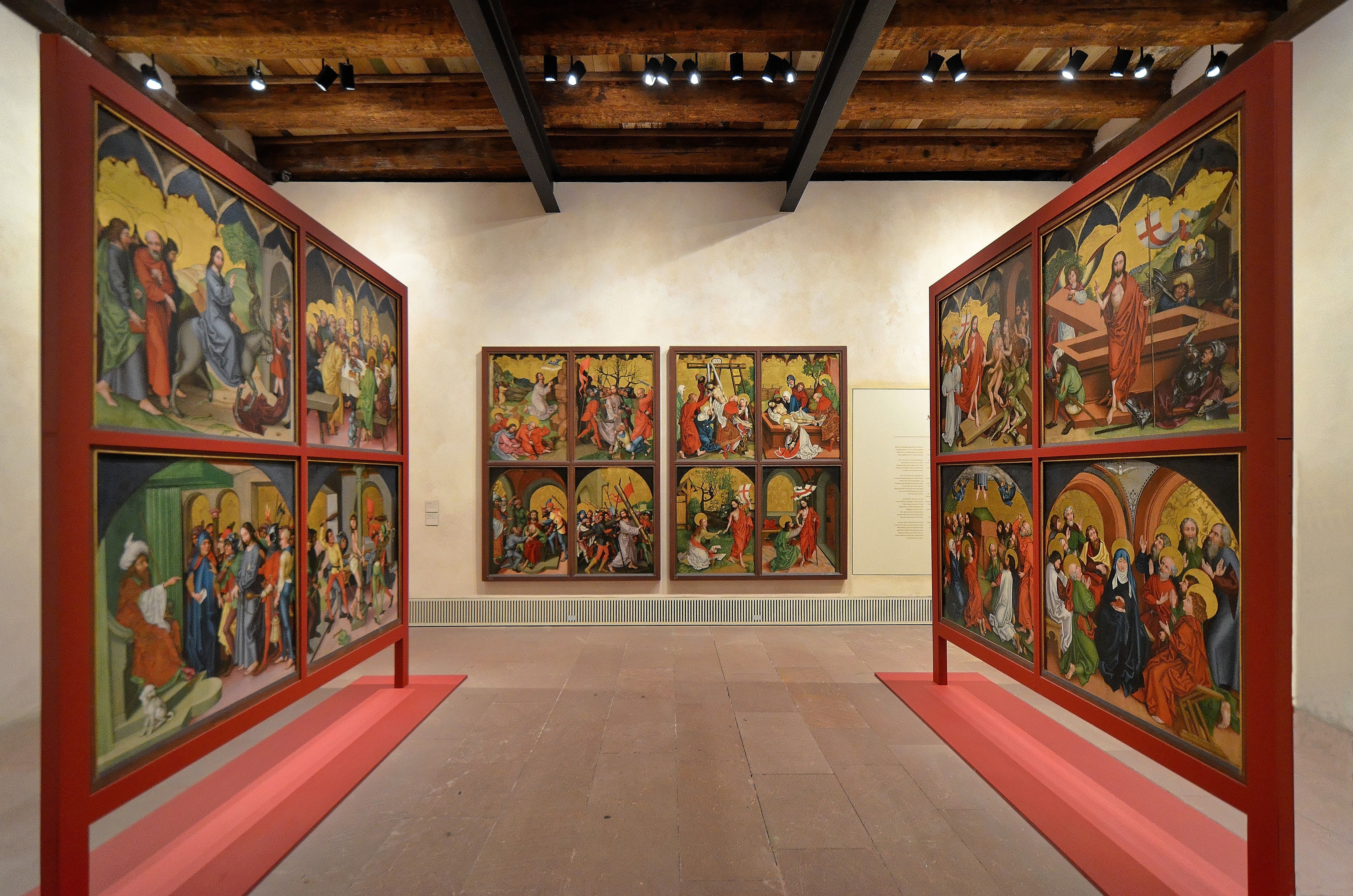
Zaal met het dominicanenretabel van Martin Schongauer
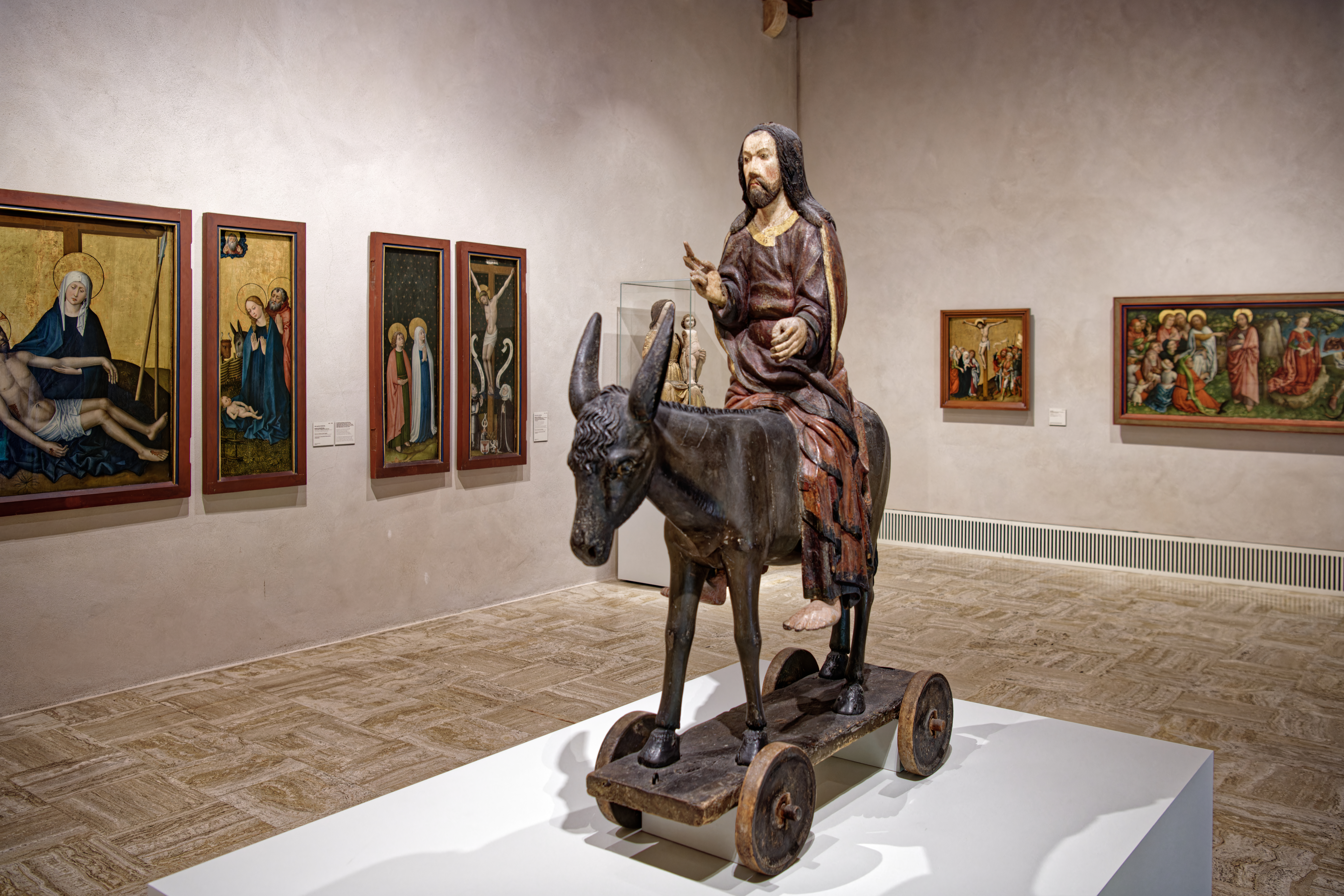
Middeleeuwse kunst
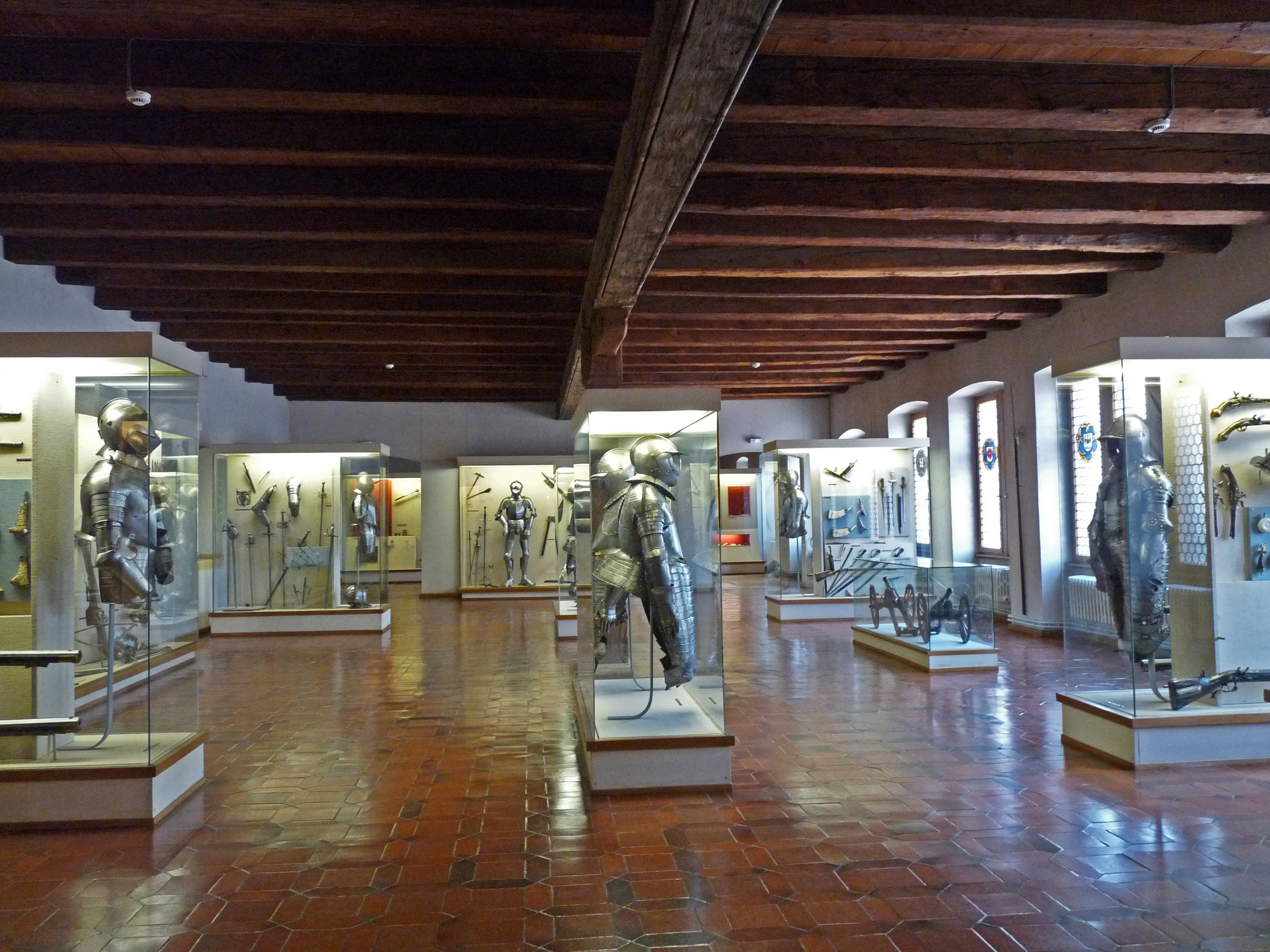
Zaal met harnassen en wapens
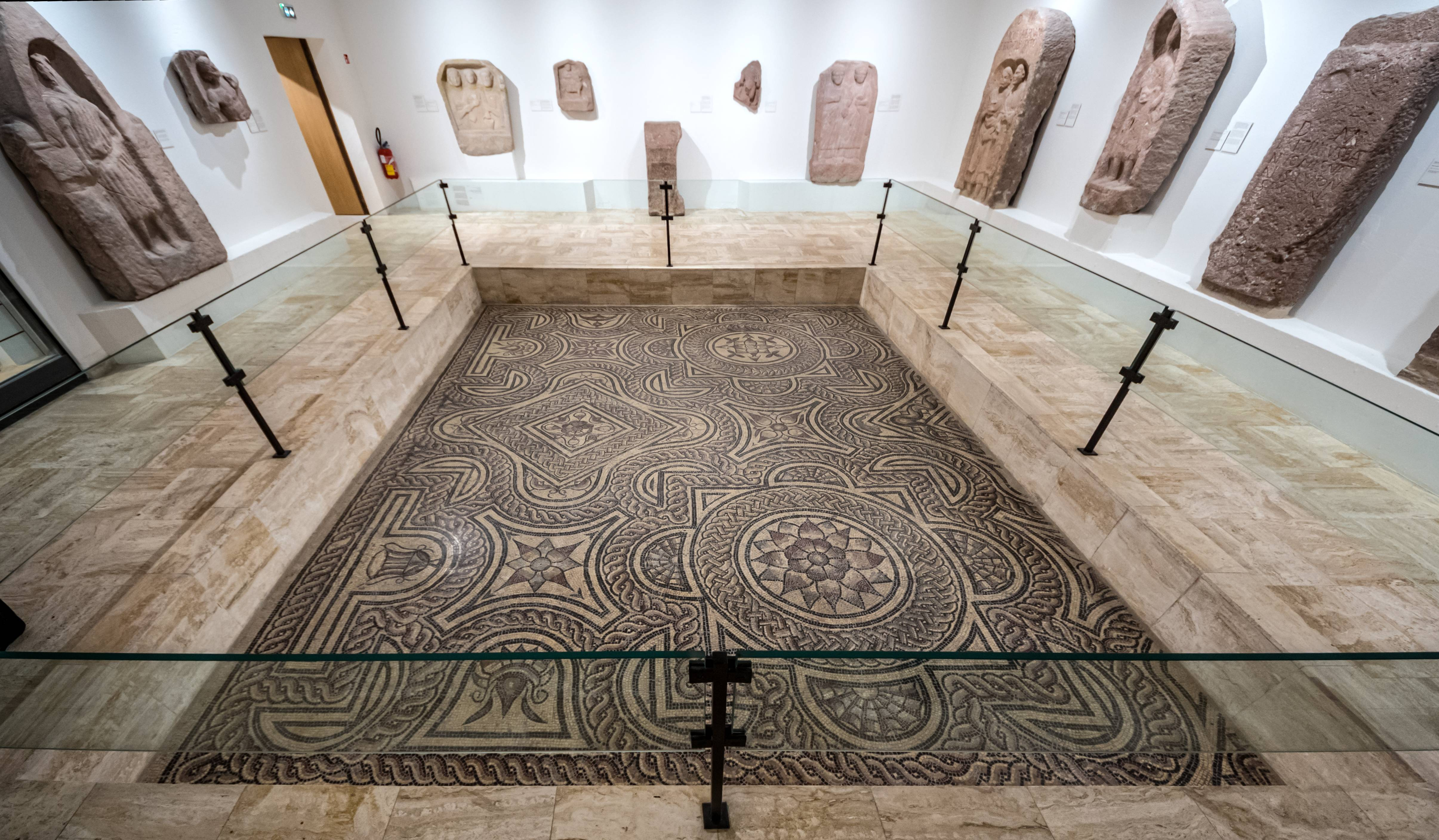
Bergheimmozaiek en Gallo-Romeinse grafstenen
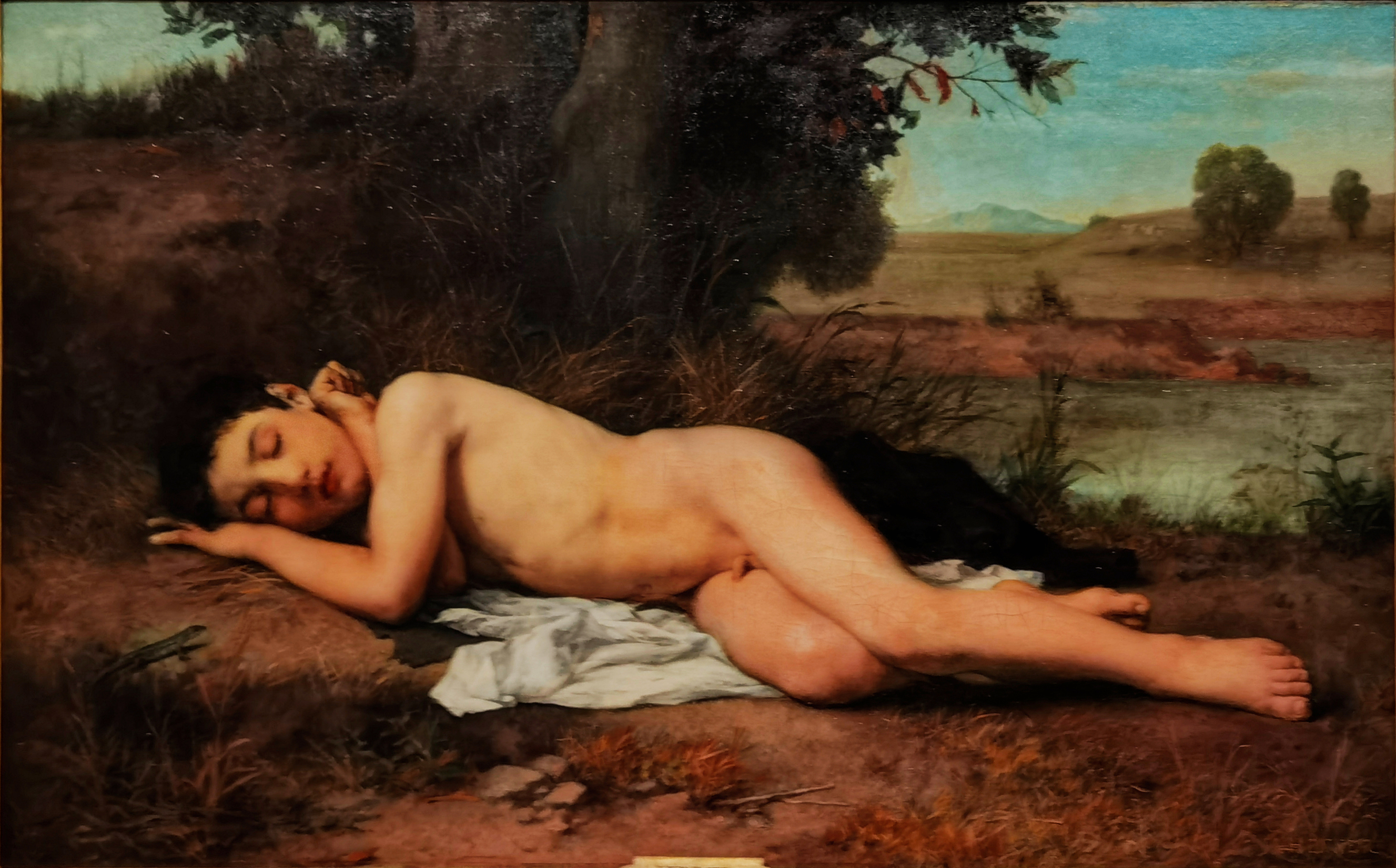
Jeune baigneur endormi van Jean-Jacques Henner